# Rucqueville
Rucqueville (Ausspracheⓘ) ist eine ehemalige französische Gemeinde mit zuletzt 166 Einwohnern (Stand: 1. Januar 2018) im Département Calvados in der Region Normandie.
Zum 1. Januar 2017 wurde Rucqueville im Zuge einer Gebietsreform zusammen mit drei benachbarten Gemeinden als Ortsteil in die neue Gemeinde Moulins en Bessin eingegliedert.

## Geografie
Rucqueville liegt rund neun Kilometer ostsüdöstlich von Bayeux und 18 Kilometer nordwestlich von Caen.

## Bevölkerungsentwicklung
| Jahr                              | 1793 | 1836 | 1876 | 1926 | 1946 | 1968 | 1990 | 2008 | 2018 |
| Einwohner                         | 137  | 99   | 84   | 68   | 50   | 46   | 138  | 125  | 166  |
| Quellen: Cassini, EHESS und INSEE |      |      |      |      |      |      |      |      |      |

## Sehenswürdigkeiten
- Kirche Saint-Pierre aus dem 12. Jahrhundert, seit 1886 Monument historique[3]